# Durval
Durval, vollständiger Name Severino dos Ramos Durval da Silva, (* 11. Juli 1980 in Cruz do Espírito Santo, PB) ist ein ehemaliger brasilianischer Fußballspieler. Er wurde auf der Position eines Innenverteidigers eingesetzt. Sein spielstarker Fuß ist der linke.

## Verein
Zu Beginn seiner Laufbahn durchlief Durval verschiedene kleinere Klubs in Paraíba. Darunter den Botafogo FC (PB), mit welchem er 2003 die Staatsmeisterschaft von Paraíba gewinnen konnte. 2004 kam er zum Brasiliense FC in den Bundesdistrikt. Mit dem Klub konnte er weiter Erfolge feiern. Nach dem Gewinn der Distriktmeisterschaft von Brasília zu Jahresbeginn, schloss sich zum Jahresende der Titel in der Série B und somit der Aufstieg in die oberste brasilianische Spielklasse für 2005 an. Durval begleitete Brasiliense auf diesem Weg nicht mehr.
Er wechselte zum Ligakonkurrenten Athletico Paranaense. Mit dem Klub stand Durval im Finale der Copa Libertadores, dem wichtigsten Titel im südamerikanischen Fußball, 2005. In den Finalspielen unterlag man allerdings dem FC São Paulo, wobei Durval im Hinspiel ein Eigentor verursachte. Bereits zur nachfolgenden Saison 2006 verließ Durval den Klub wieder.
Durval unterzeichnete einen Kontrakt bei Sport Recife bis Ende 2009. Mit dem Klub konnte er viermal hintereinander die Staatsmeisterschaft von Pernambuco gewinnen sowie den ersten nationalen Titel. Dieses war der Sieg in der Copa do Brasil 2008.
Nachdem zur Saison 2010 ein Wechsel zu Benfica Lissabon scheitere, unterzeichnete Durval einen Vertrag beim FC Santos. Auch hier blieb ihm, an der Seite von Spielern wie Neymar, der Erfolg treu. Von 2010 bis 2012 gewann er die Staatsmeisterschaft von São Paulo. Mit dem Copa do Brasil kam 2010 ein zweiter Titel für Santos hinzu, welches für Durval der zweite Gewinn in dem Wettbewerb darstellte. Kurioses passierte im Zuge des Kampfes um den Titel im Copa Libertadores 2011. Mit Santos erreichte er die Finalspiele gegen Peñarol Montevideo. Nach dem 0:0 im Hinspiel bei Peñarol, konnte Santos im Rückspiel mit 2:1 gewinnen. Dabei machte Durval in der 80. Minute das Spiel wieder spannend, indem er, wie schon in den Finalspielen 2005, ein Eigentor erzielte. Mit dem Gewinn der Staatsmeisterschaft 2012 gelang des Durval klubübergreifend zehn Titel in Folge zu gewinnen. Ein elfter schloss sich mit dem Gewinn der Recopa Sudamericana noch im selben Jahr an. Gegen den CF Universidad de Chile führte Durval die Mannschaft in beiden Spielen als Kapitän aufs Feld. Am 23. Januar 2013 absolvierte Durval das 200. Pflichtspiel für Santos.
Zur Saison 2014 verließ Durval Santos nach vier sehr erfolgreichen Jahren. Er kehrte an eine alte Wirkungsstätte zurück, indem er einen Kontrakt bei Sport Recife unterzeichnete. Mit dem Klub konnte wieder Titel in der Staatsmeisterschaft gewinnen, aber um keine großen Titel mehr spielen. Sein Vertrag lief Ende 2018 aus.

## Nationalmannschaft
2012 wurde Durval von Nationaltrainer Mano Menezes für die um den Superclásico de las Américas gegen die argentinische Fußballnationalmannschaft berufen. Im Rückspiel am 21. November 2012 stand Durval als Kapitän der Mannschaft in der Startelf. Es blieb sein einziger Länderspieleinsatz. Das Spiel ging 1:2 verloren und musste, nachdem Brasilien 2:1 im Hinspiel gewonnen hatte im Elfmeterschießen entschieden werden. Brasilien gewann dieses mit 4:3, Durval trat in diesem nicht an.

## Erfolge
Botafogo FC
- Staatsmeisterschaft von Paraíba: 2003

Brasiliense FC
- Distriktmeisterschaft von Brasília: 2004
- Campeonato Brasileiro de Futebol – Série B: 2004

Athletico Paranaense
- Copa Libertadores: Finalist 2005

Sport Recife
- Staatsmeisterschaft von Pernambuco: 2006, 2007, 2008, 2009, 2014, 2017
- Copa do Brasil: 2008
- Copa do Nordeste: 2014
- Taça Ariano Suassuna: 2015, 2016, 2017, 2018

Santos
- Staatsmeisterschaft von São Paulo: 2010, 2011, 2012
- Copa do Brasil: 2010
- Copa Libertadores: 2011
- Recopa Sudamericana: 2012

## Auszeichnungen
- Copa do Nordeste Auswahlmannschaft: 2014
- Staatsmeisterschaft von Pernambuco Auswahlmannschaft: 2016